# Campylopus richardii
Campylopus richardii är en bladmossart som beskrevs av Bridel 1819 [1818. Campylopus richardii ingår i släktet nervmossor, och familjen Dicranaceae. Inga underarter finns listade i Catalogue of Life.